# La Molsosa
La Molsosa település Spanyolországban, Lleida tartományban. La Molsosa Pinós, Sant Mateu de Bages, Sant Pere Sallavinera, Calonge de Segarra, Castellfollit de Riubregós és Torà községekkel határos. Lakosainak száma 103 fő (2024).

## Népesség
A település népessége az utóbbi években az alábbiak szerint változott:
| Lakosok száma | 94   | 235  | 302  | 208  | 135  | 130  | 119  | 116  | 107  | 103  |
|               | 1717 | 1887 | 1936 | 1960 | 1986 | 2004 | 2009 | 2014 | 2019 | 2024 |